# 萌王EX
《萌王EX》 是由上海萌宫坊网络科技有限公司研发，网易游戏代理的一部二次元3D动作战术竞技手游。在《萌王EX》里玩家能操纵历史上真实存在过的、性别转换的帝王们，在名为魔都的战场上互相交战。

## 制作背景
制作团队企图把萌王EX打造成一款中国玩家喜爱的二次元IP（游戏素材的版权）。为了能贴合现代年轻人的审美观，打造出一群玩家热爱的有趣角色，制作团队找来了深度了解二次元文化的年轻人，以及最热爱动漫题材的玩家们为角色的塑造共同出力。
制作团队为了可以吸引到足够多的玩家，因此游戏采用原创世界观，而且以性别转换来当作游戏的特点——将历史课本上耳熟能详的帝王君主全部扭转性别，又以严肃而风趣的考据心态加以重塑，赋予这些帝王可爱的少女形象。这种设定不仅在国内引起反响，在日本也引起热议。

## 游戏设定

### 角色
玩家在游戏里操控名为“君王”的一类角色。君王是王权力量的拥有者。
在萌王EX世界观里出现的君王角色全都并非历史上的本人，是非现实界域里的存在，人类共识的产物。
萌王ex中的君王分为六大类型：战士、盾卫、刺客、射手、法师还有辅助。

#### 王权量级
王权量级是君王所持有王权力量的衡量标准。描述这些位于人类社会顶点的王者们达到高度和影响力。

### 使魔
《萌王EX》里没有传统MOBA（多人在线战术竞技游戏）的装备体系。取而代之的是玩家需要通过在战斗中获取以太资源（类似蓝条），来解锁和召唤使魔助阵。

## 评价

### 正面评价
- 游戏开发商“萌宫坊”，以前曾参与过300英雄等游戏的开发，游戏经验丰富。[8]
- 独特的游戏风格——游戏内的角色都经过性别转换。即，男性变为女性，女性变为男性。[4]

### 负面评价
- 目前，《萌王EX》BUG很多。

## 泛生作品

### 80天征服魔都
《80天征服魔都》，是作家“超光速漂流瓶”根据萌王EX的世界观编写的小说，是《萌王EX》的官方小说。

### MMD
大量的同人制作的MMD被上传到B站。